# Шаквинский завод
Ша́квинский медеплави́льный и железоде́лательный заво́д — небольшой металлургический завод в Западном Приуралье, действовавший с 1743 до 1861 года. Входил в состав округа Суксунских горных заводов.

## История
Разрешение Берг-коллегии на строительство медеплавильного завода на реке Шакве было выдано А. Н. Демидову в 1740 году. Место было выбрано в 37 верстах к северо-востоку от Кунгура, земли были арендованы у местных татар. Запуск завода в эксплуатацию состоялся в 1743 году в составе 2 медеплавильных печей. Выплавленная черновая медь отправлялась на переплавку на Суксунский завод.
В 1758 году завод перешёл в собственность Г. А. Демидова, после смерти которого в 1761 году заводом владели его наследники. В 1772 году из-за истощения медных рудников завод был остановлен. Впоследствии горными инженерами указывалось, что место для строительства медеплавильного завода было выбрано крайне неудачно.
В 1800 году Берг-коллегия выдала разрешение на строительство при старой заводской плотине Шаквинского завода фабрики с 2 гармахерскими горнами для очистки медноватого чугуна, выплавляемого на Бымовском и Ашапском заводах. С 1845 года Шаквинский завод начал производить листовое и шинное железо из кричной болванки, поступавшей с Суксунского и Тисовского заводов.
В 1848 году Шаквинский завод стал частью Товарищества Суксунских горных заводов. В составе завода функционировала листокатальная фабрика с 2 сварочными и 1 калильной печью, 2 плющильных стана, молоти и кузница. Энергетическое хозяйство состояло из 3 водяных колёс общей мощностью в 139 л. с. В среднем ежегодно завод производил 15 тыс. пудов железа, которое отправлялось на Нижегородскую ярмарку, в Санкт-Петербург и сбывалось на местном рынке.
В середине XIX века заводская дача имела площадь 5000 десятин земли, в том числе 4330 десятин леса. По состоянию на 1858 год к заводу были приписаны 690 крестьян, в том числе 311 мастеровых и работных людей. Из них фактически работали на заводе 167 человек.
После отмены крепостного права численность рабочих резко резко сократилась, с 164 человек в 1860 году до 45 человек в 1861 году. Объёмы производства железа снизились, соответственно, с 40 тыс. пудов до 28,5 тыс. пудов. В 1861 году из-за нерентабельности завод был остановлен.
В 1863 году Шаквинский завод в составе Суксунского горного округа был передан в казённое управление. Попытки восстановить производство или продать завод в частное владение не увенчались успехом. В 1880-х годах плотина заводского пруда была размыта, пруд перестал существовать.
В конце XIX века дача Шаквинского завода была распродана крестьянам Сажинской и нескольких других волостей.